# Skate Canada 2019
Navigation
Édition précédente Édition suivante
Le Skate Canada (ou Internationaux Patinage Canada) est une compétition internationale de patinage artistique qui se déroule au Canada au cours de l'automne. Il accueille des patineurs amateurs de niveau senior dans quatre catégories: simple messieurs, simple dames, couple artistique et danse sur glace.
Le quarante-sixième Skate Canada est organisé du 25 au 27 octobre 2019 à la Prospera Place de Kelowna dans la province de la Colombie britannique. Il est la deuxième compétition du Grand Prix ISU senior de la saison 2019/2020.

## Résultats

### Messieurs
| Rang | Nom              | Pays       | Points | Programme court | Programme court | Programme libre | Programme libre |
| ---- | ---------------- | ---------- | ------ | --------------- | --------------- | --------------- | --------------- |
| 1    | Yuzuru Hanyu     | Japon      | 322.59 | 1               | 109.60          | 1               | 212.99          |
| 2    | Nam Nguyen       | Canada     | 262.77 | 3               | 84.08           | 2               | 178.69          |
| 3    | Keiji Tanaka     | Japon      | 250.02 | 5               | 80.11           | 3               | 169.91          |
| 4    | Camden Pulkinen  | États-Unis | 244.78 | 2               | 89.05           | 4               | 155.73          |
| 5    | Deniss Vasiļjevs | Lettonie   | 227.40 | 4               | 84.01           | 7               | 143.39          |
| 6    | Matteo Rizzo     | Italie     | 223.78 | 9               | 70.12           | 5               | 153.66          |
| 7    | Nicolas Nadeau   | Canada     | 222.33 | 8               | 75.22           | 6               | 147.11          |
| 8    | Andrei Lazukin   | Russie     | 212.07 | 6               | 78.99           | 12              | 133.08          |
| 9    | Julian Yee       | Malaisie   | 211.63 | 7               | 75.64           | 10              | 135.99          |
| 10   | Roman Sadovsky   | Canada     | 204.35 | 11              | 65.29           | 8               | 139.06          |
| 11   | Paul Fentz       | Allemagne  | 202.24 | 10              | 66.32           | 11              | 135.92          |
| 12   | Brendan Kerry    | Australie  | 193.77 | 12              | 56.75           | 9               | 137.02          |

### Dames
| Rang | Nom                  | Pays         | Points | Programme court | Programme court | Programme libre | Programme libre |
| ---- | -------------------- | ------------ | ------ | --------------- | --------------- | --------------- | --------------- |
| 1    | Alexandra Troussova  | Russie       | 241.02 | 3               | 74.40           | 1               | 166.62          |
| 2    | Rika Kihira          | Japon        | 230.33 | 1               | 81.35           | 2               | 148.98          |
| 3    | You Young            | Corée du Sud | 217.49 | 2               | 78.22           | 4               | 139.27          |
| 4    | Bradie Tennell       | États-Unis   | 211.31 | 4               | 72.92           | 5               | 138.39          |
| 5    | Ievguenia Medvedeva  | Russie       | 209.62 | 6               | 62.89           | 3               | 146.73          |
| 6    | Marin Honda          | Japon        | 179.26 | 10              | 59.20           | 6               | 120.06          |
| 7    | Kim Ye-lim           | Corée du Sud | 176.93 | 8               | 61.23           | 7               | 115.70          |
| 8    | Serafima Sakhanovich | Russie       | 175.97 | 7               | 62.63           | 8               | 113.34          |
| 9    | Alexia Paganini      | Suisse       | 166.20 | 9               | 60.68           | 9               | 105.52          |
| 10   | Gabrielle Daleman    | Canada       | 164.34 | 5               | 63.94           | 11              | 100.40          |
| 11   | Alicia Pineault      | Canada       | 161.37 | 11              | 57.59           | 10              | 103.78          |
| 12   | Véronik Mallet       | Canada       | 147.79 | 12              | 51.90           | 12              | 95.89           |

### Couples

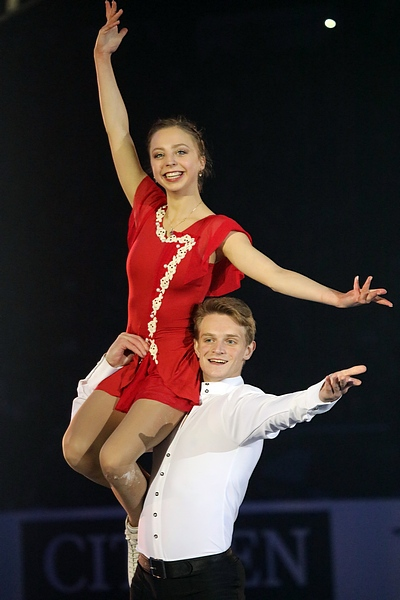
Les médaillés d'or Aleksandra Boikova / Dmitrii Kozlovskii lors du gala

| Rang | Nom                                     | Pays       | Points | Programme court | Programme court | Programme libre | Programme libre |
| ---- | --------------------------------------- | ---------- | ------ | --------------- | --------------- | --------------- | --------------- |
| 1    | Aleksandra Boikova / Dmitrii Kozlovskii | Russie     | 216.71 | 1               | 76.45           | 1               | 140.26          |
| 2    | Kirsten Moore-Towers / Michael Marinaro | Canada     | 208.49 | 2               | 75.50           | 2               | 132.99          |
| 3    | Evgenia Tarasova / Vladimir Morozov     | Russie     | 202.29 | 3               | 73.57           | 3               | 128.72          |
| 4    | Alexa Scimeca Knierim / Chris Knierim   | États-Unis | 199.57 | 4               | 71.28           | 4               | 128.29          |
| 5    | Liubov Ilyushechkina / Charlie Bilodeau | Canada     | 192.47 | 5               | 68.62           | 5               | 123.85          |
| 6    | Jessica Calalang / Brian Johnson        | États-Unis | 181.54 | 6               | 62.54           | 6               | 119.00          |
| 7    | Tang Feiyao / Yang Yongchao             | Chine      | 170.57 | 7               | 62.35           | 8               | 108.22          |
| 8    | Evelyn Walsh / Trennt Michaud           | Canada     | 164.66 | 8               | 56.09           | 7               | 108.57          |

### Danse sur glace
| Rang | Nom                               | Pays        | Points | Danse rythmique | Danse rythmique | Danse libre | Danse libre |
| ---- | --------------------------------- | ----------- | ------ | --------------- | --------------- | ----------- | ----------- |
| 1    | Piper Gilles / Paul Poirier       | Canada      | 209.01 | 2               | 82.58           | 1           | 126.43      |
| 2    | Madison Hubbell / Zachary Donohue | États-Unis  | 206.31 | 1               | 83.21           | 2           | 123.10      |
| 3    | Lilah Fear / Lewis Gibson         | Royaume-Uni | 195.35 | 4               | 76.67           | 3           | 118.68      |
| 4    | Kaitlin Hawayek / Jean-Luc Baker  | États-Unis  | 194.77 | 3               | 79.52           | 4           | 115.25      |
| 5    | Sara Hurtado / Kirill Khaliavin   | Espagne     | 180.64 | 5               | 72.77           | 5           | 107.87      |
| 6    | Marjorie Lajoie / Zachary Lagha   | Canada      | 177.53 | 7               | 70.50           | 6           | 107.03      |
| 7    | Caroline Green / Michael Parsons  | États-Unis  | 173.82 | 8               | 69.00           | 7           | 104.82      |
| 8    | Betina Popova / Sergey Mozgov     | Russie      | 173.54 | 6               | 71.44           | 8           | 102.10      |
| 9    | Sofia Evdokimova / Egor Bazin     | Russie      | 167.39 | 9               | 67.20           | 10          | 100.19      |
| 10   | Haley Sales / Nikolas Wamsteeker  | Canada      | 164.27 | 10              | 63.06           | 9           | 101.21      |

## Source
- Résultats du Skate Canada 2019 sur le site de l'ISU